# Lista de grupos e aglomerados de galáxias

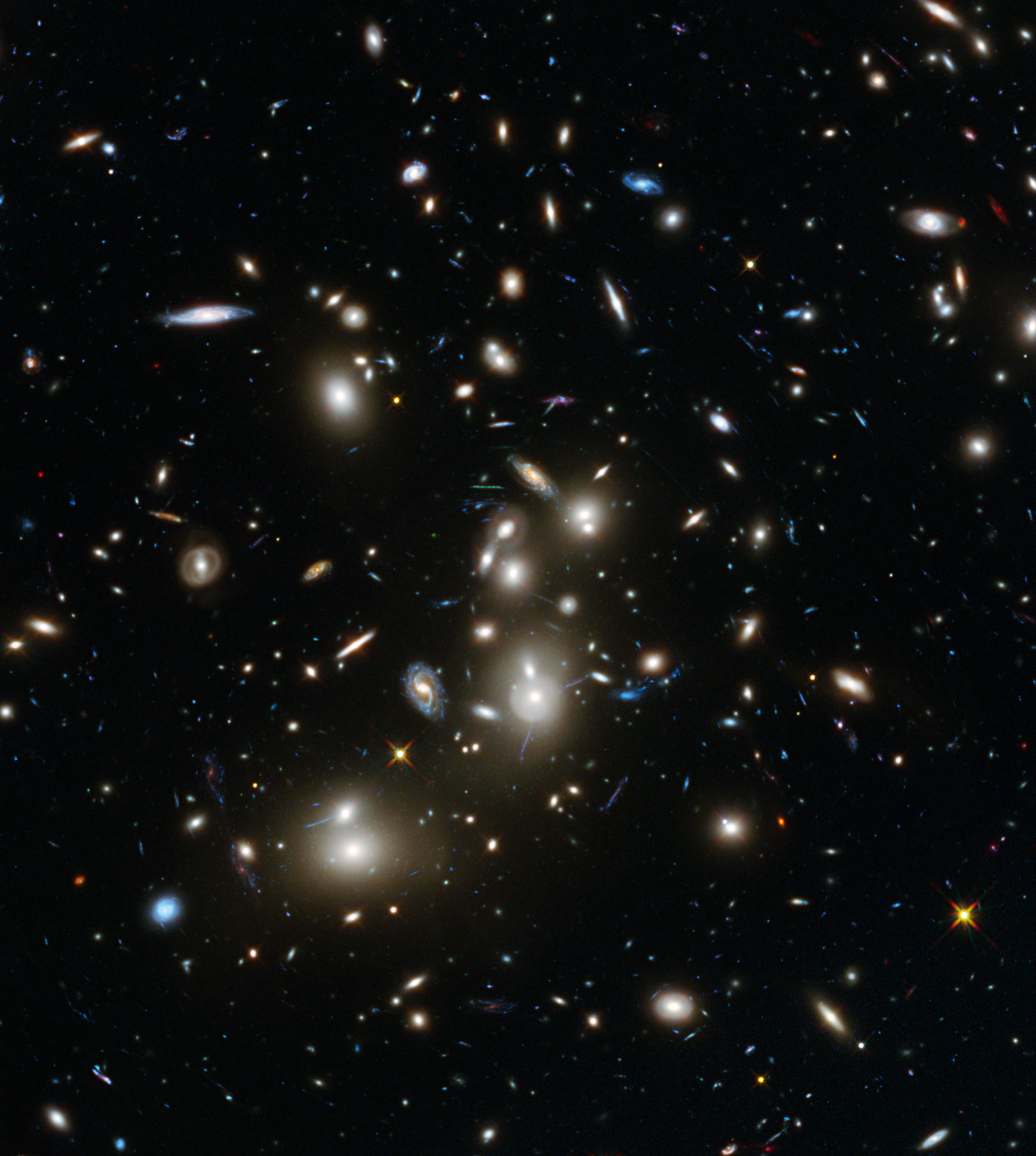
Aglomerado de galáxias Abell 2744, visão Hubble Frontier Fields (7 de janeiro de 2014)

Este artigo lista alguns grupos de galáxias e aglomerados de galáxias.
Definir os limites dos aglomerados de galáxias é impreciso, pois muitos aglomerados ainda estão se formando. Em particular, aglomerados próximos à Via Láctea tendem a ser classificados como aglomerados de galáxias, mesmo quando são muito menores do que aglomerados mais distantes.

## Aglomerados exibindo fortes evidências de matéria escura
Alguns aglomerados exibindo fortes evidências de matéria escura.
| Aglomerado de galáxias                   | Notas |
| ---------------------------------------- | --- |
| Aglomerado Bullet                        | Nesta colisão entre dois aglomerados de galáxias, as estrelas passam entre si sem impedimentos, enquanto o gás quente e difuso sofre atrito e é deixado para trás entre os aglomerados. O gás domina o balanço de massa visível dos aglomerados, sendo várias vezes mais massivo que todas as estrelas. No entanto, as regiões com as estrelas mostram mais lentes gravitacionais do que a região do gás, indicando que são mais massivas que o gás. Alguma matéria escura (já que não a vemos), sem colisões (ou teria sido retardada, como o gás) é inferida como presente para explicar as lentes extras em torno de regiões de baixa massa. |
| Abell 520                                | Esta é realmente uma colisão entre dois aglomerados de galáxias. As galáxias e a matéria escura parecem ter se separado em núcleos escuros e claros separados. |
| Abell 2142                               | Uma colisão entre dois aglomerados massivos de galáxias luminosas de raios-X. |
| Cl 0024+17 (ClG 0024+16, ZwCl 0024+1652) | Esta é uma fusão recentemente coalescida de aglomerados de galáxias, que resultou em um anel de matéria escura ao redor das galáxias, ainda a ser redistribuído. |

## Grupos e aglomerados nomeados
Esta é uma lista de grupos e aglomerados de galáxias que são bem conhecidos por algo diferente de uma entrada em um catálogo ou lista, ou um conjunto de coordenadas, ou uma designação sistemática.

### Aglomerados
| Aglomerado de galáxias | Origem do nome | Notas                                                        |
| ---------------------- | --- | ------------------------------------------------------------ |
| Aglomerado Bullet      | O aglomerado é nomeado para a fusão de dois aglomerados colidindo como uma bala. | Também tem uma designação sistemática de 1E 0657-56.         |
| El Gordo               | Nomeado por seu tamanho, El Gordo ("o gordo") é o maior aglomerado encontrado no universo distante (à sua distância e além), no momento da descoberta em 2011, com uma massa de 3 quatrilhões de sóis. O segundo aglomerado de galáxias mais massivo ao lado de El Gordo é o RCS2 J2327, um aglomerado de galáxias com a massa de 2 quatrilhões de sóis. | Também tem uma designação sistemática de ACT-CL J0102-4915.  |
| Aglomerado Musket Ball | Nomeado em comparação com o Aglomerado Bullet, pois este é uma fusão de aglomerados de galáxias mais antiga e mais lenta do que o Aglomerado Bullet. | Também tem uma designação sistemática de DLSCL J0916.2+2951. |
| Aglomerado de Pandora  | Nomeado porque o aglomerado resultou de uma colisão de aglomerados, que resultou em muitos fenômenos diferentes e estranhos. | Também tem uma entrada de catálogo de Abell 2744.            |

### Grupos
| Grupo de galáxias                         | Origem do nome | Notas |
| ----------------------------------------- | --- | --- |
| Grupo Local                               | | O grupo de galáxias que inclui a Via Láctea. |
| Grupo Bullet                              | Nomeado em comparação com o Aglomerado Bullet, sendo de formação semelhante, exceto menor. | Também possui um nome de catálogo sistemático de SL2S J08544-0121. A partir de 2014, foi o objeto de menor massa que mostrou separação entre as concentrações de matéria escura e matéria bariônica no objeto. |
| Cadeia de Burbidge                        | | |
| Copeland Septet                           | Descoberto pelo astrônomo britânico Ralph Copeland em 1874. | |
| Grupo Deer Lick                           | Cunhado por Tom Lorenzin (autor de "1000+ The Amateur Astronomers' Field Guide to Deep Sky Observing") para homenagear Deer Lick Gap nas montanhas da Carolina do Norte, de onde ele tinha vistas especialmente belas do grupo de galáxias. | Também conhecido como Grupo NGC 7331, em homenagem ao membro mais brilhante do grupo. |
| Trio do Leão                              | Nomeado pelo fato de conter apenas três galáxias. | Este pequeno grupo de galáxias fica na constelação de Leão. |
| Cadeia de Markarian                       | | Este trecho de galáxias faz parte do Aglomerado de Virgem. |
| Quarteto de Robert                        | Foi nomeado por Halton Arp e Barry F. Madore, que compilaram A Catalog of Southern Peculiar Galaxies and Associations em 1987. | Este grupo compacto de galáxias fica a 160 milhões de anos-luz de distância na constelação de Phoenix. |
| Sexteto de Seyfert                        | Nomeado após seu descobridor,Carl K. Seyfert. Na época, parecia conter seis nebulosas externas. Também é chamado de Sexteto de NGC 6027, em homenagem ao seu membro mais brilhante.                                                         | Na verdade, existem apenas cinco galáxias no sexteto e apenas quatro galáxias no grupo compacto. Uma das galáxias é um objeto de fundo não ligado gravitacionalmente. A outra "galáxia" é uma extensão do sistema de interação, uma força de maré causada pela fusão. O grupo é, portanto, mais propriamente chamado HCG 79; o nome refere-se à coleção visual e não ao grupo. HCG 79 fica a 190 milhões de anos-luz de distância na constelação de Serpens Caput. |
| Quinteto de Stephan (Quarteto de Stephan) | Nomeado após seu descobridor, Édouard Jean-Marie Stephan. | Na verdade, existem apenas quatro galáxias no grupo compacto, a outra galáxia é uma galáxia em primeiro plano. O grupo é, portanto, mais propriamente chamado HCG 92, porque o nome se refere a uma coleção visual e não a um grupo. Assim, o grupo real também é chamado de Quarteto de Stephan. |
| Trio de Wild                              | Nomeado em homenagem ao astrônomo britânico e australiano John Paul Wild, que estudou o trio no início da década de 1950. | |
| Trio de Zwicky                            | | |

Os principais grupos e aglomerados próximos geralmente recebem o nome da constelação em que se encontram. Muitos grupos são nomeados após a galáxia líder no grupo. Isso representa um sistema de nomenclatura sistemático ad hoc.

## Grupos e aglomerados visíveis a olho nu
O Grupo Local contém o maior número de galáxias visíveis a olho nu. No entanto, suas galáxias não estão visualmente agrupadas no céu, exceto as duas Nuvens de Magalhães. O Grupo IC 342/Maffei, o grupo de galáxias mais próximo, seria visível a olho nu se não estivesse obscurecido pelas estrelas e nuvens de poeira nos braços espirais da Via Láctea.
| Grupo de galáxias     | Galáxias visíveis | Notas |
| --------------------- | ----------------- | --- |
| Grupo Local           | 5                 | Além da Via Láctea, apenas 4 galáxias são visíveis a olho nu.                                                |
| Grupo Centaurus A/M83 | 2                 | A galáxia Centaurus A foi vista a olho nu por Stephen James O'Meara e Messier 83 também foi vista a olho nu. |
| Grupo M81             | 1                 | Apenas a Galáxia de Bode (M81, NGC 3031) é visível a olho nu.                                                |

- Nenhum aglomerado de galáxias é visível a olho nu.[20]

## Primeiras
| Primeira descoberta    | Nome                                                     | Data        | Notas                                      |
| ---------------------- | -------------------------------------------------------- | ----------- | ------------------------------------------ |
| Aglomerado de galáxias | Aglomerado de Virgem                                     | 1784        | Descoberto por Charles Messier.            |
| Grupo de galáxias      |                                                          |             |                                            |
| Grupo compacto         | Os quatro membros mais brilhantes do Quinteto de Stephan | 1877        | Descoberto por Édouard Jean-Marie Stephan. |
| Protoaglomerado        |                                                          |             |                                            |
| Galáxia dupla          | Nuvens de Magalhães                                      | Antiguidade |                                            |

## Extremos
| Título                                   | Nome                 | Data                           | Notas | Refs                 |
| ---------------------------------------- | -------------------- | ------------------------------ | --- | -------------------- |
| Aglomerado de galáxias mais distante     | CL J1001+0220        | desvio para o vermelho z=2.506 | Anunciado em agosto de 2016. | [ 22 ]               |
| Aglomerado de galáxias mais próximo      | Aglomerado de Virgem |                                | O Aglomerado de Virgem está no centro do Superaglomerado de Virgem. O Grupo Local é membro do superaglomerado, mas não do aglomerado. |                      |
| Grupo de galáxias mais distante          |                      |                                | |                      |
| Grupo de galáxias mais próximo           | Grupo Local          | 0 distância                    | Este é o grupo de galáxias ao qual nossa galáxia pertence.                                                                            |                      |
| Grupo de galáxias vizinhas mais próximas | Grupo IC 342/Maffei  |                                | |                      |
| Protoaglomerado mais distante            | BoRG-58              | z~=8                           | | [ 23 ]               |
| Protoaglomerado mais próximo             |                      |                                | |                      |
| Protoaglomerado massivo mais distante    | z66OD                | z=6.585                        | No momento da descoberta em 2019, o objeto tinha 12 membros, incluindo Himiko.                                                        | [ 24 ] [ 25 ] [ 26 ] |
| Grupo de galáxias menos massivo          |                      |                                | |                      |
| Aglomerado de galáxias mais massivo      | RX J1347.5-1145      | massa= 2.0 ± 0.4 × 1015 MSol   | - distância: z= 0.451 - LRaio-X = 6.0 ± 0.1 × 1045 erg/s no [2-10] keV banda de energia - temperatura: kT = 10.0 ± 0.3 keV            | [ 27 ] [ 28 ]        |

## Grupos mais próximos
| Grupo de galáxias | Distância            | Desvio para o vermelho (z) | Velocidade de recessão (km/s) | Notas |
| --- | -------------------- | -------------------------- | ----------------------------- | --- |
| Grupo Local | -                    | -                          | -                             | Nossa Galáxia, a Via Láctea, pertence ao Grupo Local. |
| LGG 104 (Grupo IC 342/Maffei, Grupo IC 342/Maffei 1, Grupo IC 342 Maffei 1-2) |                      | 0.000868                   | 260                           | O Grupo IC 342/Maffei contém dois subgrupos, o subgrupo IC 342 (Grupo IC 342) e o subgrupo Maffei 1 (subgrupo Maffei, Grupo Maffei 1, Grupo Maffei).                      |
| Grupo M81 (Grupo NGC 3031) | 3.5 Mpc (11.4 Mly)   | 0.001115                   | 334                           | [ 29 ] |
| Grupo Centaurus A/M83 (Grupo Centaurus A, Grupo M83) | 3.66 Mpc (11.9 Mly)  | 0.000999                   | 299                           | O Grupo Centaurus A/M83 contém dois subgrupos, o subgrupo Centaurus A (Grupo Centaurus A, Grupo NGC 5128, LGG 344) e o subgrupo M83 (Grupo M83, Grupo NGC 5236, LGG 355). |
| Grupo do Escultor (Grupo Polar Sul) | 3.9 Mpc (12.7 Mly)   |                            |                               | |
| Grupo Canes Venatici (Grupo Canes Venatici I, Grupo Canes I, Grupo M94, Grupo NGC 4736, LGG 291) | 4 Mpc (13.0 Mly)     | 0.001612                   | 483                           | |
| Grupo NGC 1023 (LGG 70) | 6.12 Mpc (20.0 Mly)  | 0.002926                   | 877                           | |
| Grupo M101 (Grupo NGC 5457, LGG 371) | 7.33 Mpc (23.9 Mly)  | 0.001288                   | 386                           | |
| Grupo NGC 2997 (LGG 180) | 7.66 Mpc (25.0 Mly)  | 0.002615                   | 784                           | |
| Grupo Canes Venatici II (Grupo Canes II) | 8 Mpc (26.1 Mly)     |                            |                               | |
| Grupo M51 (Grupo NGC 5194, LGG 347) | 9.5 Mpc (31.0 Mly)   | 0.001850                   | 555                           | [ 29 ] |
| Trio do Leão (Grupo M66, Grupo NGC 3627, LGG 231) | 10.75 Mpc (35.1 Mly) | 0.002207                   | 662                           | |
| Grupo Leo (Grupo Leo I, Grupo M96, Grupo NGC 3379, LGG 217) | 11.66 Mpc (38.0 Mly) | 0.002267                   | 680                           | |
| Grupo Draco | 12.25 Mpc (40.0 Mly) |                            |                               | |
| LGG 396 (Grupo NGC 5866, Grupo NGC 5907) |                      | 0.003020                   | 905                           | |
| Grupo Ursa Major (Grupo Ursa Major I, Grupo M109, Grupo NGC 3992, Grupo NGC 3726, LGG 258) | 16.88 Mpc (55.1 Mly) | 0.003388                   | 1016                          | [ 29 ] |
| - Mly representa milhões de anos-luz, uma medida de distância. - Mpc representa milhões de parsecs, uma medida de distância (1 Mpc = 3.26 Mly). - z representa o desvio para o vermelho, uma medida de velocidade de recessão e distância inferida devido à expansão cosmológica. Neste contexto muito próximo, no entanto, o desvio para o vermelho e a velocidade de recessão observados são devidos ao deslocamento Doppler da luz. - As distâncias são medidas a partir da Terra, com a Terra em zero. |                      |                            |                               | |

## Aglomerados mais próximos
| Aglomerado de galáxias | Distância          | Desvio para o vermelho (z) | Velocidade de recessão (km/s) | Notas |
| --- | ------------------ | -------------------------- | ----------------------------- | --- |
| Aglomerado de Virgem | 18 Mpc (59 Mly)    | 0.0038                     | 1139                          | O Aglomerado de Virgem está no centro do Superaglomerado de Virgem. O Grupo Local é membro do superaglomerado, mas não do aglomerado. |
| Aglomerado Fornax (Abell S 373, AM 0336-353, MCL 52) | 19 Mpc (62 Mly)    | 0.0046                     | 1379                          | [ 30 ] |
| Aglomerado Antlia (Abell S 636) | 40.7 Mpc (133 Mly) | 0.0087                     | 2608                          | Também chamado de Grupo Antlia. |
| Aglomerado Centaurus (Abell 3526, Cl 1247-4102) | 52.4 Mpc           | 0.0110                     | 3298                          | [ 30 ] |
| Aglomerado de Hidra (Aglomerado de Hidra I, Abell 1060, Cl 1034-2716) | 58.3 Mpc           | 0.0114                     | 3418                          | [ 30 ] |
| - Mly representa milhões de anos-luz, uma medida de distância. - Mpc representa milhões de parsecs, uma medida de distância (1 Mpc = 3.26 Mly). - z representa o desvio para o vermelho, uma medida de velocidade de recessão e distância inferida devido à expansão cosmológica. - As distâncias são medidas a partir da Terra, com a Terra em zero. |                    |                            |                               | |

## Aglomerados mais distantes
| Aglomerado de galáxias | Distância | Notas |
| --- | --------- | ----- |
| Nenhuma entrada ainda |           |       |
| - Mly representa milhões de anos-luz, uma medida de distância. - Mpc representa milhões de parsecs, uma medida de distância (1 Mpc = 3.26 Mly). - z representa o desvio para o vermelho, uma medida de velocidade de recessão e distância inferida devido à expansão cosmológica. - As distâncias são medidas a partir da Terra, com a Terra em zero. |           |       |

| Aglomerado de galáxias | Data      | Desvio para o vermelho (z) | Velocidade de recessão (km/s) | Notas |
| --- | --------- | -------------------------- | ----------------------------- | --- |
| CL J1001+0220 | 2016−     | 2.506                      |                               | [ 22 ] |
| CL J1449+0856 (ClG J1449+0856) | 2011–2016 | 2.07                       |                               | [ 31 ] [ 32 ] [ 33 ] |
| JKCS 041 | 2009–2011 | 1.9                        |                               | |
| XMMXCS 2215-1738 (XMMXCS 2215.9-1738) | 2006–2009 | 1.45                       |                               | XMM-XCS 2215-1738 foi também o aglomerado inicial mais massivo até agora descoberto. |
| ISCS J143809+341419 | 2005–2006 | 1.41                       |                               | [ 36 ] [ 37 ] |
| XMMU J2235.3-2557 | 2005      | 1.393                      |                               | [ 38 ] [ 39 ] [ 40 ] [ 41 ] |
| RDCS 0848+4453 (RDCS0848.6+4453, RX J0848+4453, ClG 0848+4453) | 1997–     | 1.276                      |                               | ClG 0848+4453 forma um superaglomerado de aglomerado duplo com RDCS J0849+4452 |
| Aglomerado de galáxias ao redor de 3C 324 (Aglomerado 3C 234) | 1984–     | 1.206                      |                               | Na época, o BCG, 3C 324 era a galáxia não-quasar mais distante. |
| Cl 1409+524 | 1960–1975 | 0.461                      |                               | A medição do desvio para o vermelho de 3C 295 em 1960 também definiu a posição de seu aglomerado. 3C 295 também era a galáxia mais distante da época. |
| Abell 732 (Aglomerado de Hidra mais fraco Cl 0855+0321) | 1951–1960 | 0.2                        | 61 000                        | Tentativas de medir o desvio para o vermelho da galáxia do aglomerado mais brilhante (BCG) deste Aglomerado de Hidra foram tentadas por anos antes de serem alcançadas com sucesso. O BCG também era a galáxia mais distante da época.                            |
| Abell 1930 (Aglomerado Bootes) | 1936–1951 | 0.13                       | 39 000                        | O BCG deste aglomerado também era a galáxia mais distante da época. |
| Aglomerado Gemini (Abell 568) | 1932–1936 | 0.075                      | 23 000                        | O BCG deste aglomerado era a galáxia mais distante na época. |
| Aglomerado Leo de WH Christie | 1931–1932 |                            | 19 700                        | O BCG deste aglomerado era a galáxia mais distante conhecida na época. |
| Aglomerado de Ursa Major de Baede | 1930–1931 |                            | 11 700                        | O BCG deste aglomerado foi a galáxia com maior desvio para o vermelho da época. |
| Aglomerado de Coma | 1929–1930 | 0.026                      | 7 800                         | A distância deste aglomerado foi determinada por um dos objetos NGC que se encontram nele, NGC 4860. |
| Grupo Pegasus (LGG 473, Grupo NGC 7619) | 1929      | 0.012                      | 3 779                         | O BCG para este grupo foi usado para medir seu desvio para o vermelho. Logo depois que isso foi divulgado, foi aceito que os desvios para o vermelho eram uma medida aceitável de distância inferida.                                                             |
| Grupo Cetus (Holmberg 45, LGG 27) | 1921–1929 | 0.006                      | 1 800                         | NGC 584 (Dreyer 584) foi medido para o desvio para o vermelho para este grupo de galáxias. |
| Aglomerado de Virgem | 1784–1921 | 59 Mly (18 Mpc) z=0.003    | 1 200                         | Este foi o primeiro aglomerado notável de "nebulosas" que se tornariam galáxias. Os primeiros desvios para o vermelho para galáxias no aglomerado foram medidos na década de 1910. A distância até o Aglomerado de Virgem teria que esperar até a década de 1930. |
| - Mly representa milhões de anos-luz, uma medida de distância. - Mpc representa milhões de parsecs, uma medida de distância (1 Mpc = 3.26 Mly). - z representa o desvio para o vermelho, uma medida de velocidade de recessão e distância inferida devido à expansão cosmológica. - As distâncias são medidas a partir da Terra, com a Terra em zero. |           |                            |                               | |

- Em 2003, RDCS 1252-29 (RDCS1252.9-2927) em z=1.237, foi encontrado como o aglomerado rico mais distante, que durou até 2005.[38][40][42]
- Em 2000, um aglomerado foi anunciado no campo do quasar QSO 1213-0017 em z=1.31 (o quasar está em z=2.69).[64]
- Em 1999, o aglomerado RDCS J0849+4452 (RX J0849+4452, RXJ0848.9+4452) foi encontrado em z=1.261.[43][46]
- Em 1995 e 2001, foi anunciado o aglomerado em torno de 3C 294, em z=1.786.[65]
- Em 1992, observações do campo do aglomerado Cl 0939+4713 encontraram o que parece ser um aglomerado de fundo perto de um quasar, também no fundo. O quasar foi medido em z=2.055 e assumiu-se que o aglomerado também seria.[66][67][68][69]
- Em 1975, 3C 123 e seu aglomerado de galáxias foram incorretamente determinados a situar-se em z=0.637 (na verdade, z=0.218).[70][71]
- Em 1958, estimou-se que os aglomerados Cl 0024+1654 e Cl 1447+2619 tinham desvios para o vermelho de z=0.29 e z=0.35, respectivamente. No entanto, eles não foram determinados espectroscopicamente.[48]

## Protoaglomerados mais distantes
| Protoaglomerado de galáxias | Distância | Notas |
| --- | --------- | ----- |
| Nenhuma entrada ainda |           |       |
| - Mly representa milhões de anos-luz, uma medida de distância. - Mpc representa milhões de parsecs, uma medida de distância (1 Mpc = 3.26 Mly). - z representa o desvio para o vermelho, uma medida de velocidade de recessão e distância inferida devido à expansão cosmológica. - As distâncias são medidas a partir da Terra, com a Terra em zero. |           |       |

| Protoaglomerado de galáxias | Data  | Desvio para o vermelho (z) | Notas                                                                                      |
| --- | ----- | -------------------------- | ------------------------------------------------------------------------------------------ |
| BoRG-58 | 2012  | ~ 8                        | [ 23 ]                                                                                     |
| COSMOS-AzTEC3 | 2011– | 5.3                        | Localizado na constelação Sextans, o aglomerado parece conter 11 pequenas galáxias jovens. |
| Protoaglomerado em torno da galáxia de rádio TN J1338-1942 | 2002– | 4.11                       | Foi descrito como o aglomerado mais distante.                                              |
| Protoaglomerado em torno de 3C 368 | 1982– | 1.13                       | [ 78 ]                                                                                     |
| - z representa o desvio para o vermelho, uma medida de velocidade de recessão e distância inferida devido à expansão cosmológica. - As distâncias são medidas a partir da Terra, com a Terra em zero. |       |                            |                                                                                            |

- Em 2002, um protoaglomerado muito grande e muito rico, ou o protosuperaglomerado mais distante, foi encontrado no campo do aglomerado de galáxias MS 1512+36, ao redor da galáxia com lente gravitacional MS 1512-cB58, em z=2.724.[77][79]

## Aglomerado falsos
Às vezes, são apresentados clusters que não são aglomerados ou superaglomerado genuínos. Através da pesquisa das posições dos membros, distâncias, velocidades peculiares e massa de ligação, os antigos aglomerados às vezes são encontrados como o produto de uma superposição casual na linha de visão.
| Antigos aglomerados  | Notas |
| -------------------- | --- |
| Aglomerado de Cancer | Descobriu-se que o Aglomerado de Cancer era uma variedade aleatória de grupos de galáxias, e não um aglomerado verdadeiro. |
| Nuvem de Coma-Virgem | A identificação precoce da Nuvem de Nebulosas Coma-Virgem foi na verdade uma identificação equivocada devido à superposição do Superaglomerado de Virgem e do Superaglomerado de Coma, e não um Superaglomerado de Coma-Virgem. |

### Listas de grupos e aglomerados
- Catalogue of Galaxies and of Clusters of Galaxies
- Grupo compacto de Hickson
- Lista de aglomerados de Abell
- Lista de superaglomerados de galáxias
- Lyons Groups of Galaxies
- Superaglomerado de Virgem